# Anatol Regnier

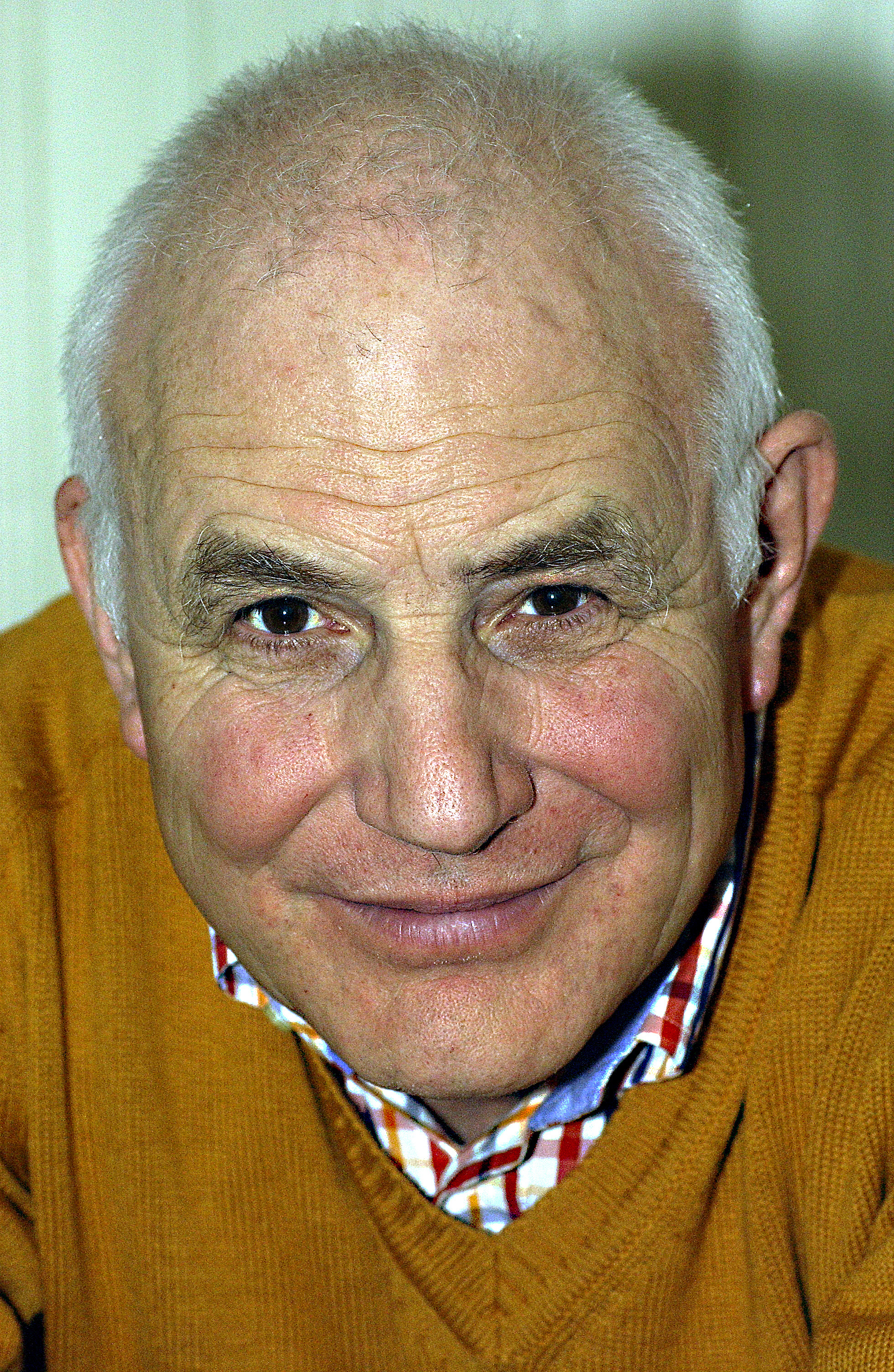
Anatol Regnier, 2006

Donald Maria Anatol Charles Nikolaus Hippolyt Rafael Waldemar Antonio Regnier (* 6. Januar 1945 in Sankt Heinrich) ist ein Schriftsteller, Chansonsänger und Gitarrist.

## Leben
Anatol Regnier wurde 1945 als zweites Kind von Pamela Wedekind (1906–1986) und Charles Regnier geboren. Eine seiner Schwestern ist die Schauspielerin Carola Regnier. Schon früh lernte er das Gitarrenspiel. Er studierte bei John Williams am Royal College of Music in London und reiste dann als Gitarrist durch das In- und Ausland. Lange dozierte er am Konservatorium in München. 1969 heiratete er die bekannte israelische Sängerin Nehama Hendel (1936–1998); zusammen zogen beide mit ihren zwei Kindern Dilia (* 1970) und Michael (* 1972) 1985 für 10 Jahre nach Australien. 1997 veröffentlichte er Damals in Bolechow, ein Buch über das Schicksal einer jüdischen Familie aus Galizien. Im Jahre 2003 erschien seine Familienbiographie Du auf deinem höchsten Dach, in der er die Lebensgeschichte seiner Großmutter, der Schauspielerin Tilly Wedekind (1886–1970) erzählt. 2005 veröffentlichte Regnier eine Audio-CD Greife wacker nach der Sünde mit Bänkelliedern und Gedichten seines Großvaters Frank Wedekind, die er gemeinsam mit seiner Schwester Carola Regnier interpretierte. 2008 folgte die Biographie Frank Wedekind – Eine Männertragödie, ein Standardwerk über den Dramatiker. 2014 erschien das Buch Wir Nachgeborenen – Kinder berühmter Eltern. 2020 veröffentlichte er das Buch Jeder schreibt für sich allein – Schriftsteller im Nationalsozialismus. Am 24. August 2023 erschien ein Dokumentarfilm gleichen Namens der beiden Filmemacher Dominik Graf und Felix von Boehm basierend auf dem Sachbuch Jeder schreibt für sich allein von Regnier.
Zu dem dreiteiligen Hörspiel „Zorro“ (BR 1999, CD Der Hörverlag 2005 – ISBN 3-899-40554-4) komponierte er die Musik.
Anatol Regnier lebt in zweiter Ehe in München und am Starnberger See.
Im Jahr 2005 erhielt Regnier den Ernst-Hoferichter-Preis der Stadt München und 2012 den Schwabinger Kunstpreis (Ehrenpreis). 2007 wurde Regnier zu den Münchner Turmschreibern berufen. Er ist Mitglied des PEN-Zentrums Deutschland.

## Werke
- Damals in Bolechów. Eine jüdische Odyssee. Goldmann, München 1997, ISBN 978-3-442-72168-9.
- Du auf deinem höchsten Dach. Tilly Wedekind und ihre Töchter: Eine Familienbiografie. Knaus, München 2003, ISBN 978-3-8135-0223-7.
- Frank Wedekind. Eine Männertragödie. Knaus, München 2008, ISBN 978-3-8135-0255-8.
- Wir Nachgeborenen. Geschichten über Kinder berühmter Eltern. C.H. Beck, München 2014, ISBN 978-3-406-66792-3.
- Treffpunkt im Unendlichen. Fredric Kroll – ein Leben für Klaus Mann. Männerschwarm, Hamburg 2015, ISBN 978-3-86300-191-9.
- Jeder schreibt für sich allein. Schriftsteller im Nationalsozialismus. C.H. Beck, München 2020, ISBN 978-3-406-75592-7.